# Gerardo dos Santos
Gerardo Francisco dos Santos, meglio conosciuto come Zizinho (San Paolo, 11 giugno 1962 – 29 luglio 2021), è stato un calciatore brasiliano, di ruolo centrocampista.

## Biografia
Era padre dei calciatori Giovani, Jonathan ed Éder.

## Carriera

### Club
Nella sua carriera gioca con FAS, America, Monterrey e chiude la sua carriera con La Raza.

## Palmarès

### Club

#### Competizioni statali
- Campionato paulista: 1

San Paolo: 1980